# Arianna addormentata
L'Arianna addormentata è una scultura romana di età adrianea, copia di un originale ellenistico risalente al II secolo a.C., riconducibile all'ambito della scuola di Pergamo. Attualmente è conservata presso i Musei Vaticani di Città del Vaticano, ed è considerata una delle statue più celebri dell'antichità.

## Storia

### Acquisizione
Non si conoscono dettagli sul ritrovamento della statua; tuttavia, è noto che per un breve periodo - sul finire del XV secolo - fece parte della collezione antiquaria dei fratelli Benedetto e Agostino Maffei, umanisti e studiosi dell'antichità: tale tesi sarebbe confermata anche da un disegno, datato tra il 1496 e il 1503, che il pittore Amico Aspertini eseguì dopo aver avuto la possibilità di studiare l'opera proprio presso i Maffei. Nel 1512 fu acquistata da papa Giulio II e fu immediatamente collocata nel Cortile del Belvedere, che collega il Palazzo Apostolico con il Casino del Belvedere; al suo interno fu esposta accanto ad altre opere scoperte negli anni precedenti, come l'Apollo del Belvedere o il Gruppo del Laocoonte.

### La fontana dellaNinfa dormiente
La Cleopatra, come era erroneamente denominata all'epoca, fu posta sopra a un sarcofago romano e riadattata a fontana in una nicchia posta all'estremità della terrazza più alta del Cortile del Belvedere. Nella sua rielaborazione incarnò la rappresentazione di una ninfa dormiente, presumibilmente trovata lungo il lontano Danubio. Sulla vasca della fontana si trovava anche un noto epigramma latino dal gusto antico, tipico delle fontane con ninfe dormienti, che iniziava con la sequenza "HUIUS NYMPHA LOCI". L'epigramma circolava negli ambienti umanistici e fu ritenuto di epoca romana a lungo: fu lo storico Theodor Mommsen a collocarlo nel contesto rinascimentale e ad attribuirlo a Giovanni Antonio Campano, umanista alla corte di papa Pio II che partecipò al circolo accademico di Pomponio Leto.
Ciononostante, il tema iconografico della Ninfa dormiente e la corredata iscrizione latina divennero parte integrante delle ricostruzioni mondane e dal gusto umanistico dei loci amoeni, giardini paradisiaci d'ispirazione classica, fino al XVIII secolo inoltrato. Al contempo, secondo il docente Leonard Barkan furono assimilati alla Cleopatra "per una contaminazione tra narrazioni sostanzialmente differenti che convergono nello spazio enigmatico del signum/statua". La nicchia, se non era una grotta già originariamente, lo divenne negli anni trenta del XVI secolo, quando fu ritratta come tale in un disegno del miniaturista Francisco de Hollanda.

### Vicende successive

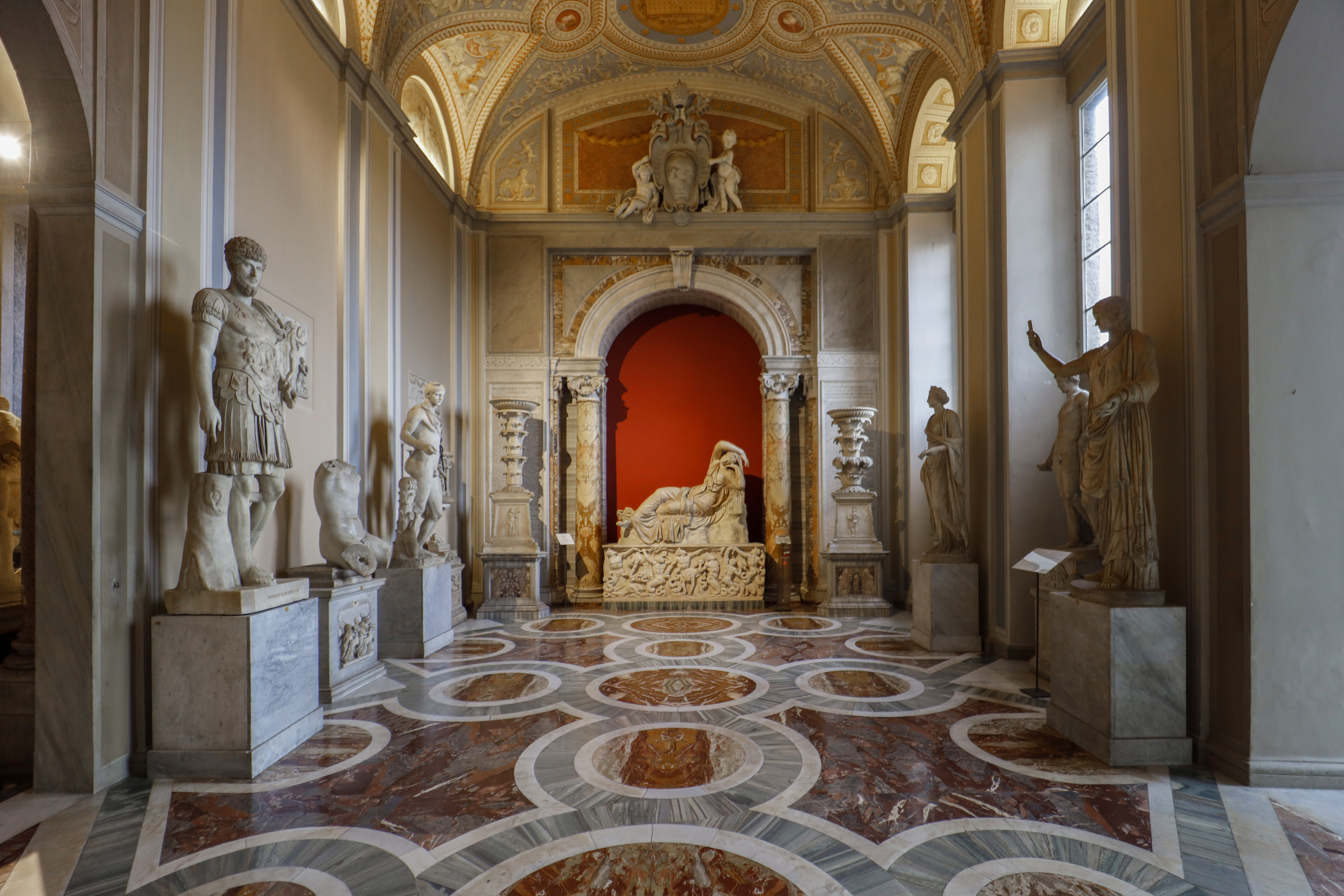
La Galleria delle Statue: in fondo si può notare la statua di Arianna.

A metà del XVI secolo, sotto la direzione generale di Giorgio Vasari, la scultura fu trasferita all'interno in una galleria adiacente, dove fungeva da fulcro visivo a una delle due estremità (conservando ancora la sua funzione di fontana, in una nicchia-grotta poco profonda). In tal caso fu Daniele da Volterra a occuparsi della progettazione dell'ambiente che divenne noto come "Stanza della Cleopatra". Nel 1771, con l'istituzione del Museo Pio-Clementino da parte di papa Clemente XIV, la collocazione della statua cambiò nuovamente nel giro di pochi anni, ed essa fu posta sopra a un sarcofago che recava un fregio avente come soggetto una scena di titanomachia.
In seguito alla firma del Trattato di Tolentino e nell'ambito delle spoliazioni napoleoniche, l'Arianna addormentata fu uno dei capolavori che gli intermediari di Napoleone sottrassero per trasferire a Parigi, nella collezione del Musée Napoléon. Con la caduta di Napoleone soltanto parte delle opere ritornò in Italia, e tra esse vi fu proprio l'Arianna.

## Descrizione

### Soggetto

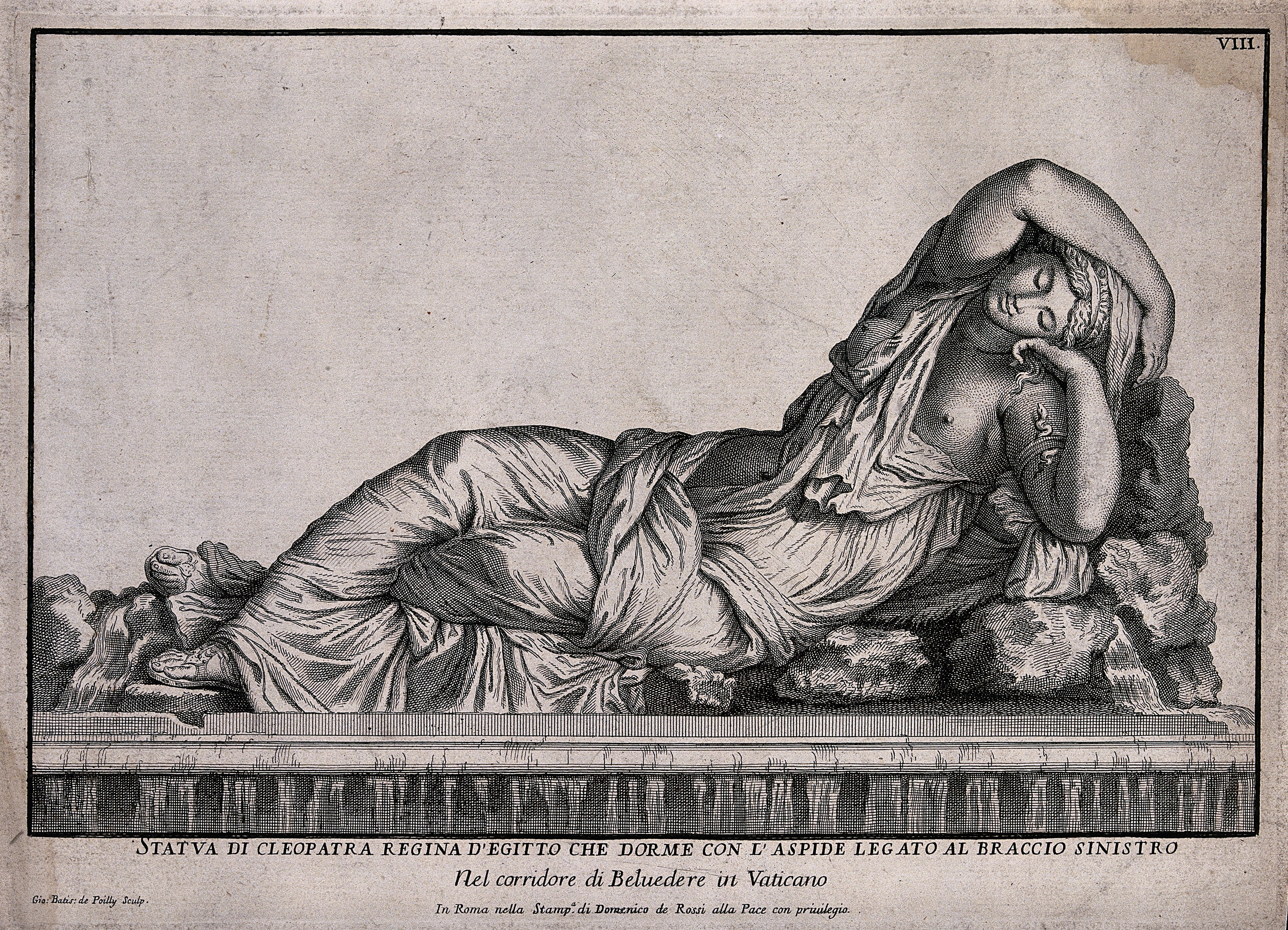
Un'incisione di Jean-Baptiste Poilly in cui la statua viene identificata come Cleopatra.

Originariamente la figura fu considerata una rappresentazione di Cleopatra, a causa dell'armilla che le cinge la parte superiore del braccio sinistro, erroneamente associata all'aspide con cui la regina egizia pose fine alla sua vita. Lo storico dell'arte Johann Joachim Winckelmann fu tra i primi a mettere in dubbio tale associazione, apparentemente così salda: egli, infatti, ritenne che il serpente attorcigliato al braccio non era altro che un braccialetto dalla forma serpentina, ragione per cui non vi erano segni evidenti per identificare la donna come Cleopatra. Winckelmann ipotizzò si trattasse di una ninfa, oppure di Venere. Fu soltanto il contributo di Ennio Quirino Visconti a rendere sicura l'identificazione con Arianna, basandosi su motivi decorativi similari riscontrati in cammei e altri prodotti glittici, nonché in taluni rilievi funerari.  Si tratta, quindi, della raffigurazione della principessa cretese abbandonata da Teseo sull'isola di Nasso (che scelse di scappare via proprio quando Arianna dormiva).

### Analisi
Arianna, semidistesa, indossa un chitone legato sotto al suo seno. Le sue gambe sono allungate e incrociate ai polpacci, mentre la testa è poggiata sulla sua mano sinistra; il braccio destro, invece, è come gettato sopra alla sua testa. Consolidatasi la tesi secondo cui si trattava di Cleopatra, la narrazione a suo supporto fu agevolmente fornita: il naturalista Ulisse Aldrovandi affermò che la statua "sembra essere collassata e svenuta", mentre secondo l'esperta Sheila McNally essa è connotata da un senso di agitata preoccupazione.
Il grecista Thomas Bertram Lonsdale Webster notò la posa inquieta della dormiente, a metà tra il sonno e il risveglio: si trattava di un'innovazione ellenistica - in realtà già attuata precedentemente nella pittura vascolare - della composizione dell'Arianna addormentata, che enfatizzava grandemente la tensione emotiva. Stando a quanto afferma Webster, la novità era il riflesso diretto di una nuova fonte letteraria, andata perduta. In maniera affine, McNally riconosce nella scultura un nuovo "senso di disagio che la permea completamente" e "uno sforzo per liberarsi di un malessere interiore - uno sforzo fiacco, frenato da un torpore più opprimente che riposante. Il suo drappeggio si raccoglie intorno alle sue gambe, imprigionandole i fianchi". Il suo risveglio potrebbe farle giurare vendetta contro Teseo, così come narrato da Catullo nel carme LXIV.

## Influenza

Pompeo Batoni, Ritratto di Charles Crowle, 1761-1762, olio su tela, Parigi, Museo del Louvre. Spesso Batoni inseriva "Cleopatra" all'interno dei ritratti destinati ai giovani che intraprendevano il Grand Tour.

La Cleopatra divenne il modello principale attraverso cui una posa convenzionale che simboleggiava il sonno - con un gomito piegato sulla testa - fu tramandata dall'antichità all'Alto Rinascimento, per poi continuare a essere un riferimento anche per pittori e scultori in età moderna. Anche Michelangelo disegnò la posa delle braccia della figura, da cui trasse ispirazione per le sue statue dell'Aurora e della Notte, situate nella Sagrestia Nuova della basilica di San Lorenzo di Firenze. La scultura fu anche una delle dodici che il Primaticcio selezionò per ricavare dei modelli in gesso da cui ottenere delle copie in bronzo da destinare al castello di Fontainebleau, per il re Francesco I. Durante tale operazione, la posa fu modificata leggermente, e gli arti della ninfa dormiente furono allungati delicatamente per corrispondere meglio al canone di bellezza femminile tipico del Manierismo francese. Dalla copia in bronzo si ottennero in seguito ulteriori riproduzioni. A Roma, Nicolas Poussin produsse una piccola copia in cera da tenere con sé (attualmente conservata al Museo del Louvre).
L'opera fu anche di ispirazione per numerosi componimenti poetici durante tutto il XVI secolo, talvolta anche attraverso l'espediente della prosopopea, con cui sembrava si volesse dar voce alla statua in prima persona: ad esempio, Baldassarre Castiglione ne scrisse uno sotto forma di monologo drammatico (in seguito anche tradotto in inglese dal poeta Alexander Pope).
Copie in marmo furono quindi commissionate da Luigi XIV; successivamente, lo scultore Pierre Julien realizzò una copia in marmo durante il suo soggiorno - dal 1768 al 1773 -  presso l'Accademia di Francia a Roma. Julien decise di inviare proprio la sua versione della sua Arianna per dimostrare i progressi che stava compiendo, come era prassi per i pensionnaires del re (la statua era il cosiddetto envoi de Rome). Nei pittoreschi giardini del banchiere britannico Henry Hoare, a Stourhead, all'interno di un tempio in riva al lago vi era una copia in piombo dell'Arianna vaticana, scolpita nel 1766 da John Cheere e arricchita anche dai celebri versi dell'HUIUS NYMPHA LOCI. Negli Stati Uniti, poco tempo dopo, Thomas Jefferson entrò in possesso di una piccola copia marmorea della Cleopatra (così come era nota all'epoca) per la galleria di sculture - mai completata - che progettava per la proprietà di Monticello: si trattò di un dono che gli fece il politico James Bowdoin nel 1805, ed è tuttora visibile nell'atrio della tenuta di Monticello. Nel 1816, con l'evoluzione degli studi relativi alla statua, Jefferson dichiarò che la sua "Cleopatra" era in realtà Arianna.

## Versioni dell'opera

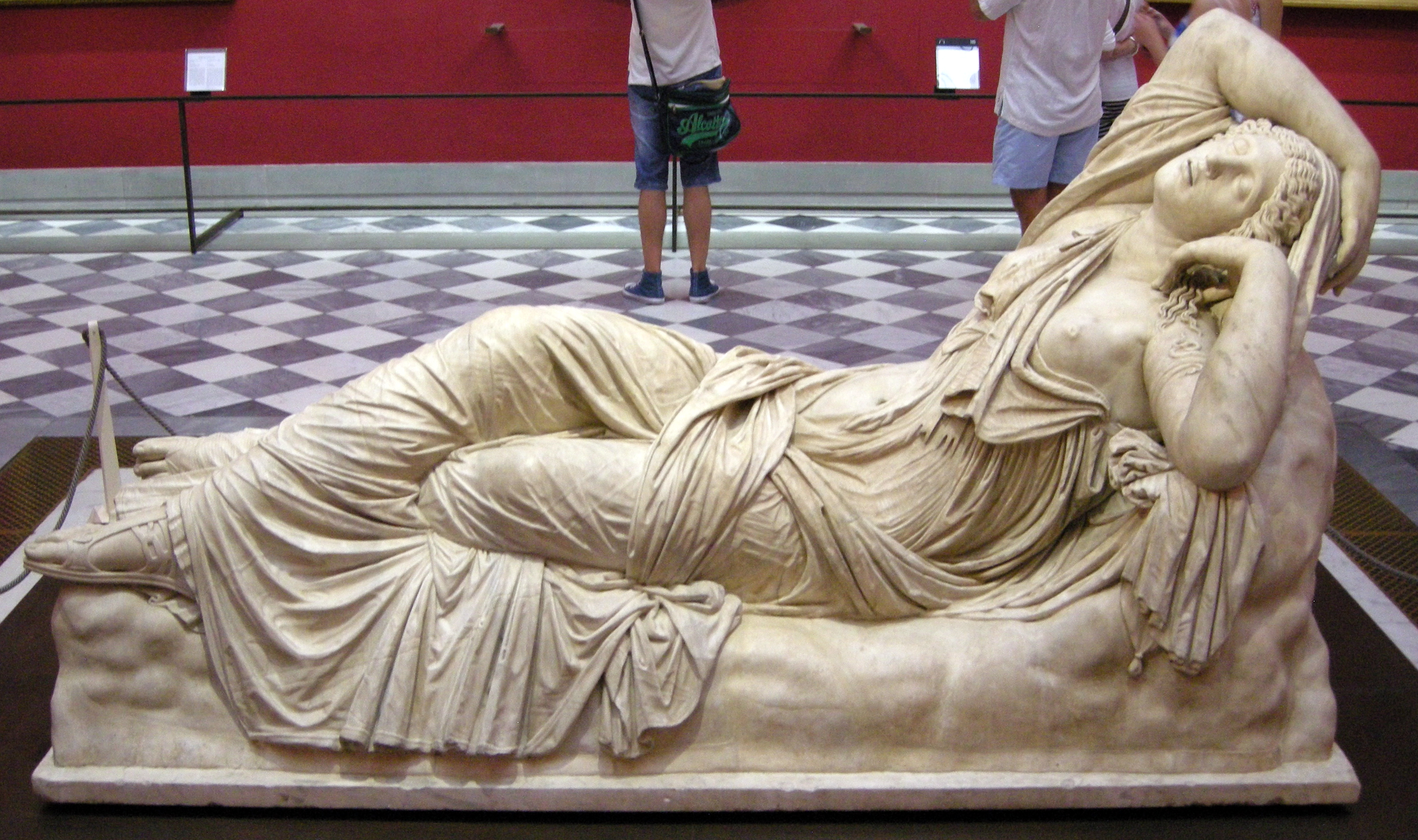
La versione Medici della statua.

Dell'Arianna addormentata esistono alcune versioni: una è conservata presso la Wilton House di Wilton, e si presenta sostanzialmente non restaurata; un'altra - secondo taluni più raffinata -  è esposta presso la Galleria degli Uffizi di Firenze. Questa, stando a quanto afferma l'archeologa Brunilde Sismondo Ridgway, sarebbe stata "profondamente rimaneggiata in età moderna". L'Arianna addormentata Medici fu a lungo conservata presso la Villa Medici di Roma (finché non fu trasferita a Firenze nel 1787) e considerata, come nel caso vaticano, una raffigurazione di Cleopatra.
Altre due statuette rinvenute lasciano ipotizzare che, in epoca romana, esisteva un commercio relativo alle riproduzioni in scala ridotta di questa figura familiare. Ulteriori versioni dell'Arianna sono altresì osservabili al Museo del Prado di Madrid e al Museo del Louvre di Parigi, sebbene in quest'ultimo caso si tratti di una versione posteriore all'età adrianea, ritrovata nei giardini di Villa Borghese a Roma.